# Центролит (завод, Гомель)
«Центролит» — крупнейший литейный завод в Республике Беларусь.

## История создания
Постановлением ЦК КПБ и Совета Министров БССР по проекту, разработанному Киевским институтом «Гипрохиммаш», было решено построить в Гомеле специализированный завод по изготовлению чугунного литья для станкостроения и машиностроения. Строительство началось в 1963 году, а в 1965 году на площадях введённого в эксплуатацию ремонтно-механического цеха была получена первая продукция — нестандартное оборудование для дальнейшего развития собственного производства. Первая плавка была осуществлена 24 октября 1968 г. Эта дата является датой образования завода.
В то время завод находился в системе Минстанкопрома СССР, в которую входили ещё девять заводов с названием «Центролит». В настоящее время многие из этих заводов прекратили своё существование или стали работать как литейные цеха либо малые предприятия в связи с тяжёлым финансовым положением.

## Современное положение

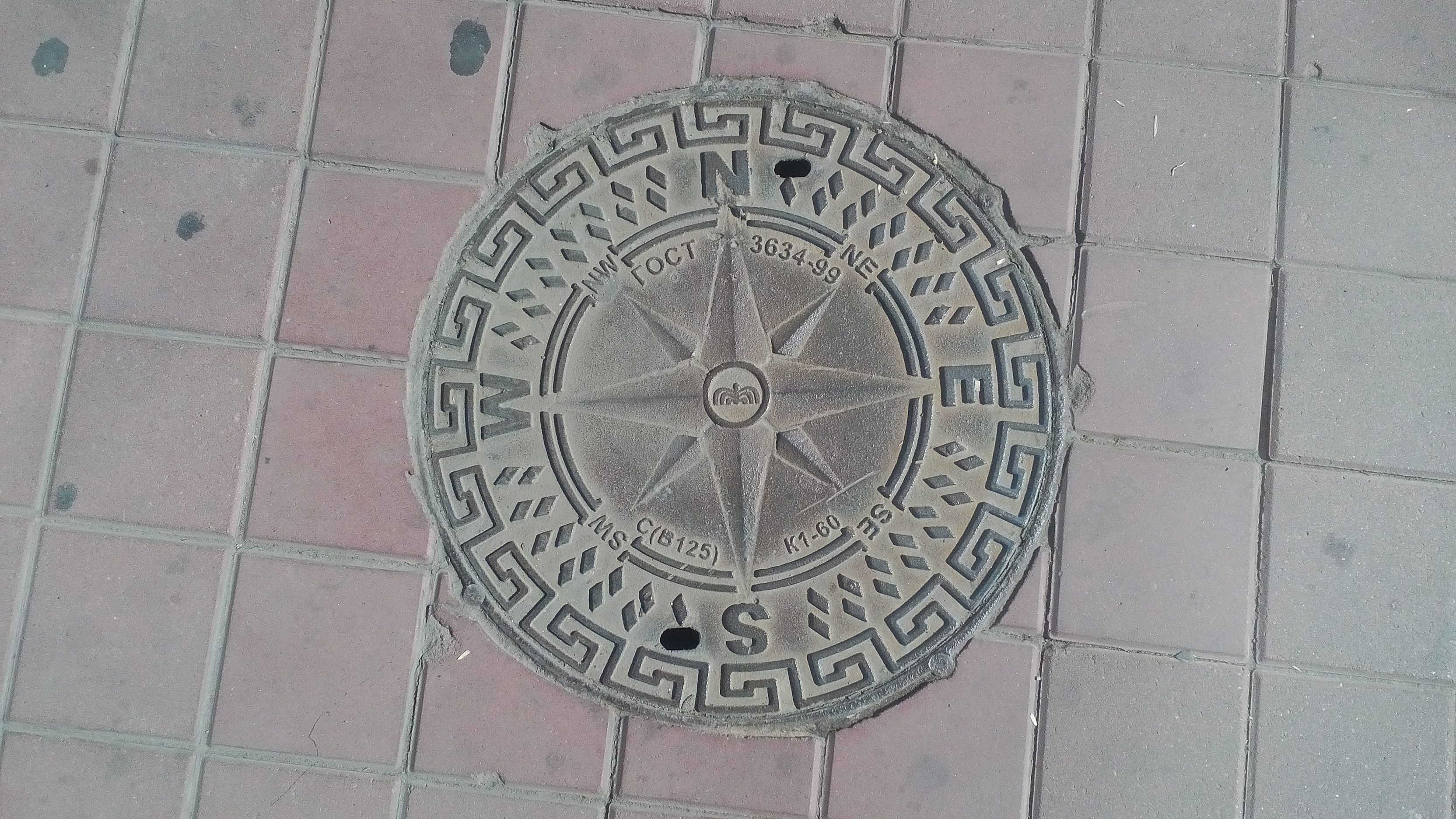
Созданный на предприятии люк

23 декабря 2010 года Республиканское унитарное предприятие «Гомельский литейный завод „Центролит“» было преобразовано в Открытое акционерное общество "Гомельский литейный завод «Центролит» (ОАО «ГЛЗ „Центролит“»). В июле 2012 года ОАО «ГЛЗ „ЦЕНТРОЛИТ“» вошло в состав холдинга «Белстанкоинструмент».
17 апреля 2024 года предприятие ОАО «ГЛЗ „ЦЕНТРОЛИТ“» вошло в состав холдинга «МТЗ-ХОЛДИНГ».